# Ehrentitel
Ein Ehrentitel wird zur Würdigung einer Person, eines Ortes, einer Gruppe oder anderen Namens verliehen. Die Praxis der Verleihung von Ehrentiteln und ihr Umgang damit sind historisch und kulturell sehr unterschiedlich.
In Deutschland gibt es akademische Grade (fungieren nur dann wie Ehrentitel, wenn sie nicht für die akademische Karriere erforderlich sind) sowie akademische und nichtakademische Titel. Zu den Letztgenannten gehört – entgegen dem Anschein – auch der Titel Professor, wenn er verdienten Künstlern staatlich verliehen wird, also keine Amts- und Berufsbezeichnung ist. In Österreich sind zudem Berufstitel sehr verbreitet.
Zu den religiösen Ehrentiteln zählen:
- Päpstliche Ehrentitel[2]
- Bischöfliche Ehrentitel[3]

Zu den Ehrentiteln für Herrscher und Gottheiten zählen:
- Soter
- Salvator mundi[4]

Es können außerdem nicht nur Personen, sondern auch Orte mit besonderen Ehrentiteln versehen werden. Beispiele hierzu wären Lutherstadt und Mozartstadt.
Zahlreiche Ehrentitel in der DDR entsprechen dem sowjetischen Vorbild. Beispiele:
- Verdienter Militärflieger der Deutschen Demokratischen Republik entsprach Verdienter Militärflieger der UdSSR.
- Dem Vaterländischen Verdienstorden der DDR entsprach in der Sowjetunion der Orden des Vaterländischen Krieges.
- Der DDR-Auszeichnung Held der Arbeit entsprach in der Sowjetunion Held der sozialistischen Arbeit.
- Held der DDR entsprach Held der Sowjetunion.

Zu weiteren Ehrentiteln in realsozialistischen Staaten siehe beispielsweise Volkskünstler (Ehrentitel).